# Aethomys kaiseri
Aethomys kaiseri је врста глодара из породице мишева (лат. Muridae). 

## Опис
То су глодари средње величине, дужине тела са главом износи од 140 до 184 mm, а дужина самог репа између 121 и 186 mm. Имају релативно мале уши од 17 до 23 mm, а теже до око 150 g.
Крзно им је дуго, обично густо, меко и посуто је влакнима. Горњи делови тела су црвенкасто-браон, а доњи делови су обично бели. Реп је краћи од главе и тела и одудара по боји, јер је од сивкасте длаке.

## Распрострањеност
Ареал врсте покрива средњи број држава. Врста је присутна у следећим државама: Ангола, Кенија, Танзанија, Замбија, Бурунди, Малави, Руанда и Уганда.

## Станиште
Станишта ове врсте су шуме и саване. 

## Угроженост
Ова врста је наведена као последња брига, јер има широко распрострањење и честа је врста.